# Alena Leŭčanka
Alena Scjapanaŭna Leŭčanka (in bielorusso Алена Сцяпанаўна Леўчанка?; Homel', 30 aprile 1983) è un'ex cestista bielorussa, di recente membro delle Atlanta Dream della WNBA negli Stati Uniti e dell'UMMC Ekaterinburg nella Superleague russa.
Alta 194 cm, giocava come centro.

## Carriera
Nata nel 1983 a Homel, SSR bielorusso, ha iniziato la sua carriera universitaria al Seminole Junior College (2001-2002).  Ha anche frequentato la West Virginia University (2003-2006) dopo essersi trasferita dal Wabash Valley Junior College (2002-2003).
Prima di unirsi alle Atlanta Dream per la loro stagione inaugurale del 2008, è stata membro delle Charlotte Sting nel 2006 e delle Washington Mystics nel 2007. Nel 2007 è stata convocata per gli Europei in Italia con la maglia della Bielorussia, ottenendo la medaglia di bronzo. Ha partecipato alle Olimpiadi di Pechino del 2008 e a quelle di Rio de Janeiro del 2016.

### Arrestata per le manifestazioni di protesta
Il 30 settembre 2020 è stata arrestata all'aeroporto nazionale di Minsk mentre cercava di lasciare la Bielorussia.  È stata condannata a 15 giorni di arresto per la sua partecipazione alle proteste bielorusse del 2020 contro il governo del presidente Aljaksandr Lukašėnka, sfilando assieme ad altri atleti sotto lo striscione dell'"Unione Libera degli Atleti". Già il 30 agosto aveva firmato, insieme ad altri 600 atleti bielorussi, una lettera aperta in cui si denunciavano brogli nelle elezioni presidenziali del 9 agosto 2020 e si chiedevano nuove elezioni. All'emittente tedesca Deutsche Welle aveva detto: "Non possiamo chiudere gli occhi. Siamo nel 21º secolo, siamo in Europa e non ci sono diritti umani, non possiamo nemmeno protestare pacificamente?".